# 小松市立松東みどり学園
小松市立松東みどり学園（こまつしりつ しょうとうみどりがくえん）は、石川県小松市江指町丙にある公立義務教育学校。

## 概要
小中一貫の義務教育校は石川県内で3校目の義務教育学校となる。金野小学校、西尾小学校、波佐谷小学校、松東中学校を統合して2021年4月に開校した。市内在住ならば通学区にかかわらず入学・転校できる「広域通学モデル校」となっている。校舎は改修した旧松東中学校を利用している。1〜6年（小学部）を前期、7〜9年（中学部）を後期課程とし、九年間を通じた弾力的なカリキュラムを編成している。生活科に当たる「未来探究科」を設け、1～9年生がSDGsを学ぶほか、1年生から英語教育が行われている。5年生から英語と理科で教科担任が指導し、7～9年生が取り組む部活動に参加できるようになっている。

## 沿革
- 2021年（令和3年）
  - 4月1日 - 金野小学校、西尾小学校、波佐谷小学校、松東中学校を統合して開校[1][2]。
  - 4月6日 - 開校式と最初の始業式及び第1回入学式挙行。
  - 9月10日 - 松東みどりんぴっく2021（第1回運動会）開催。ただし、新型コロナウイルス感染拡大の影響により、無観客で行われた。
- 2022年（令和4年）
  - 3月11日 - 第1回卒業式挙行。
  - 3月24日 - 最初の修了式挙行。

## 通学区域
〔麻畠町〕、江指町、大野町、金平町、〔金野町〕、五国寺町、花坂町、池城町、岩上町、尾小屋町、小原町、観音下町、沢町、塩原町、新保町、津江町、西俣町、布橋町、波佐羅町、花立町、松岡町、丸山町、赤瀬町、上リ江町、打木町、大杉町、瀬領町、長谷町、波佐谷町

## 学校行事
- 4月 始業式・入学式・1〜4年生遠足[4]
- 5月
- 6月 マラソン大会[4]
- 7月
- 8月
- 9月 運動会・9年修学旅行[4]
- 10月 終業式・始業式[4]
- 11月
- 12月
- 1月 書き初めの会・3〜7年スキー遠足[4]
- 2月 6年生ありがとうの会、感謝の会[4]
- 3月 卒業式・終業式[4]

## 児童生徒会
児童生徒会では、半年ごとスローガンを決めている。月ごとに企画を考え、実践している。

## 周辺
- 石川県立小松特別支援学校
- JA小松市 松東支店
- 金野郵便局
- 土合大橋
- エコロジーパークこまつ

## アクセス
- 北鉄加賀バス尾小屋線「金野町」バス停下車後、徒歩約530m・約8分。
- JR西日本北陸新幹線・IRいしかわ鉄道IRいしかわ鉄道線小松駅から、上述の北鉄加賀バス尾小屋線で「金野町」バス停まで31分、下車後徒歩。
- IRいしかわ鉄道IRいしかわ鉄道線粟津駅からは、日本海観光バス木場潟線で「やわたメディカルセンター」バス停下車後、上述の北鉄加賀バス尾小屋線に乗り換えて「金野町」バス停下車後、徒歩。ただし、各路線共、運行本数が僅少のため、接続は良くない。